# Kopolimer
A kopolimer az egynél többfajta monomerből addíciós polimerizációval előállított polimerláncok gyűjtőneve. Tulajdonságaikat nagyban meghatározza a komponensek aránya, milyensége, valamint a lánc szerkezeti felépítése.

## Felépítésük
A kopolimerizáció során a makromolekula felépítése szempontjából négy altípust lehet létrehozni:
- Monomeregységenként szabályosan váltakozó, úgynevezett alternáló kopolimert
- Monomeregységenként szabálytalanul váltakozó, úgynevezett statisztikus kopolimert
- Szakaszos, vagy más néven blokk-kopolimereket, amelyekben a komponensek azonos monomerből álló hosszabb egységekben találhatók és ezek kapcsolódnak egymáshoz
- Ojtásos kopolimert, amely esetében az egyik alapmolekulából felépített láncra utólag, elágazásként viszik rá a másik alapmolekulából felépített láncot.[1][2]

## Jelentőségük
A kopolimerizáció ipari szempontból rendkívül jelentős. Számos műgyanta, kaucsuk, lakk és szintetikus szál kopolimer. A kopolimerizáció nagymértékben bővíti a műanyagok választékát. A kopolimerizáció célja olyan műanyagok előállítása, amelyek fiziko-mechanikai és egyéb tulajdonságai jobbak, mint a megfelelő homopolimereké. Példaképp a polietilén kitűnő fagyállóságú kaucsuk lenne, de nagy kristályosodási hajlama miatt amorf állapotban nem stabil. Propilén egységek beépítése a polimerláncba megbontja a polimerlánc szabályosságát és a kristályosodási hajlam megszűnik. Az így nyert etilén-propilén kopolimerek kitűnő kaucsukok.